# Cultura de Angola

Bandera

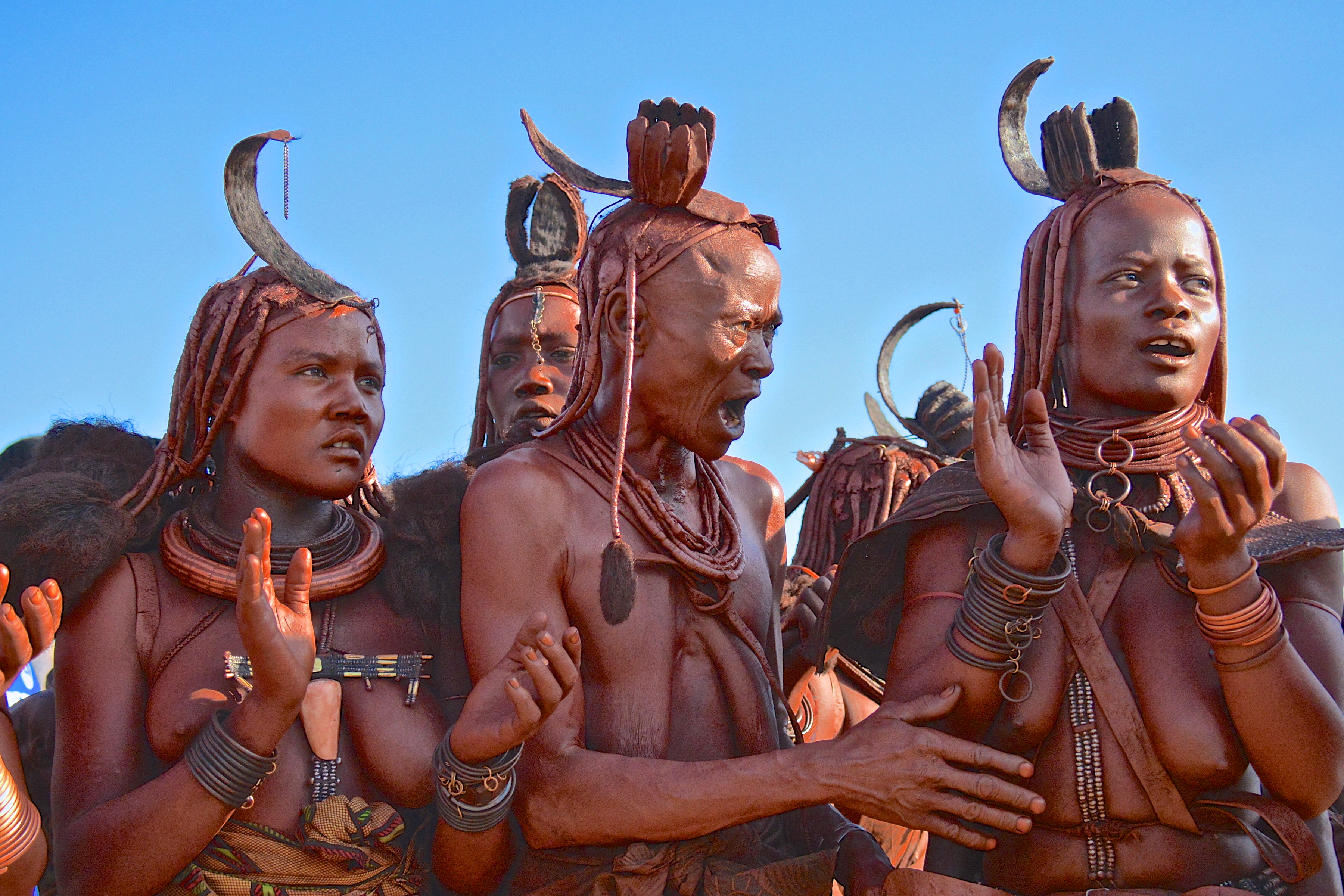
Mujeres Himba en la provincia de Namibe

La cultura de Angola se encuentra influenciada por todas aquellas etnias que existen en el país.
A pesar de su ocupación portuguesa desde el siglo XVI, la cultura angoleña es principalmente nativa, propia del pueblo Bantú, mezclada habitualmente con la cultura portuguesa. Sin embargo, las diversas comunidades étnicas han conseguido mantener sus propias tradiciones y dialectos como el Ovimbundu, Mbundu, Bakongo o el Chokwe.

## Grupos étnicos y lenguas
Existen más de 100 grupos étnicos y dialectos en Angola. Aunque el idioma oficial es el portugués, para muchos angoleños es el segundo e incluso tercer idioma. Los tres grupos lingüísticos dominantes son el Ovimbundu, Mbundu y el Bakongo, aunque también se encuentran otros grupos culturales y lingüísticos diversos como los Lunda-Chokwe, Nganguela, Ovambo, Nyaneka-Humbe, Herero, pastores y cazadores nómadas, mestizos o afrikáneres (soldados emigrados a Angola para luchar por su independencia y establecidos allí).

## Música
- Ver: Music of Angola